# Automeris falcifer
Automeris falcifer é uma espécie de mariposa do gênero Automeris, da família Saturniidae.